# Enoploides tridentatus
Enoploides tridentatus is een rondwormensoort uit de familie van de Thoracostomopsidae. De wetenschappelijke naam van de soort is voor het eerst geldig gepubliceerd in 1912 door Ssaweljev.